# Eugenia gageana
Eugenia gageana là một loài thực vật thuộc họ Myrtaceae. Đây là loài đặc hữu của Malaysia.